# Manuela Montebrun
Manuela Montebrun, née le 13 novembre 1979 à Laval, est une athlète française, pratiquant le lancer du marteau, licenciée au Stade Lavallois. Double médaillée de bronze aux championnats du monde en 2003 et 2005, elle récupère également en 2017 la médaille de bronze des Jeux Olympiques de Pékin de 2008 après la disqualification pour dopage de deux athlètes placées devant elle.

## Biographie

### Enfance et famille
Son père est agent d'entretien dans une maison d'accueil spécialisée à Bais et sa sœur y est secrétaire.
Elle était au collège de Bais quand elle a découvert son habileté au lancer de marteau.
Après avoir joué au football dans sa jeunesse, elle se tourne vers l'athlétisme à l'âge de 13 ans, pratiquant tout d'abord le lancer du poids. Ce n'est qu'en intégrant l'INSEP qu'elle se tourne définitivement vers le lancer du marteau.

### Carrière d'athlète
Elle se qualifie pour la finale lors de ses premiers Championnats du monde d'athlétisme en 1999 à Séville, terminant à la 12e et dernière place avec un lancer à 62,44 m, mais ne participe pas à la finale lors des Jeux olympiques d'été 2000 ; son deuxième essai de qualification, bien que semblant valable, n'est pas mesuré. La délégation française obtient qu'elle soit repêchée pour la finale avant qu'elle ne soit définitivement écartée.
En 2001, elle obtient le titre européen espoir avant de terminer 5e des mondiaux d'Edmonton. C'est à Munich lors des Championnats d'Europe d'athlétisme 2002 qu'elle obtient sa première médaille, en bronze, avec un lancer à 72,04 m. Elle devient ainsi la première athlète française depuis Micheline Ostermeyer et son doublé poids/disque de 1948 à obtenir une médaille dans les lancers en compétition internationale.
Cette médaille précède une année 2003 où elle débute par une série de victoires dans les meetings et une meilleure performance mondiale de la saison. Elle s'installe ainsi parmi les favorites pour les Championnats du monde d'athlétisme 2003 de Paris Saint-Denis où elle obtient une médaille de bronze avec 70,92 m.
Lors des Jeux olympiques d'Athènes, elle est éliminée dès les qualifications. L'année suivante, elle réédite sa performance de 2003 en terminant à la 3e place lors des Mondiaux d'Helsinki grâce à un jet à 71,41 m. Le 11 juillet 2005 à Zagreb, elle porte le record de France de la discipline à 74,66 m, un record qui ne sera battu que 13 ans plus tard par Alexandra Tavernier aux championnats d'Europe 2018 de Berlin.
Elle est sélectionnée en équipe de France aux Championnats du monde d'athlétisme d'Osaka mais ne termine que 8e avec un jet à 70,36 m.
Lors des Jeux olympiques de Pékin, elle accède à la finale mais termine à la 5e place avec un jet à 72,54 mètres. Plus de huit ans après cette finale elle récupère finalement la médaille de bronze de l'épreuve après les disqualifications successives des Biélorusses Aksana Miankova et Darya Pchelnik,.

## Palmarès

### Palmarès international
| Date | Compétition                   | Lieu              | Résultat | Marque  |
| ---- | ----------------------------- | ----------------- | -------- | ------- |
| 1998 | Championnats du monde juniors | Annecy            | 5e       | 58,28 m |
| 1999 | Universiade                   | Palma de Majorque | 3e       | 68,11 m |
| 1999 | Championnats d'Europe espoirs | Göteborg          | 4e       | 61,95 m |
| 1999 | Championnats du monde         | Séville           | 12e      | 62,44 m |
| 2000 | Coupe d'Europe des nations    | Gateshead         | 3e       | 67,73 m |
| 2001 | Championnats d'Europe espoirs | Amsterdam         | 1re      | 66,73 m |
| 2001 | Championnats du monde         | Edmonton          | 5e       | 67,78 m |
| 2001 | Universiade                   | Pékin             | 1re      | 69,78 m |
| 2001 | Goodwill Games                | Brisbane          | 3e       | 69,80 m |
| 2002 | Coupe d'Europe des nations    | Annecy            | 2e       | 68,53 m |
| 2002 | Championnats d'Europe         | Munich            | 3e       | 72,04 m |
| 2003 | Coupe d'Europe des nations    | Florence          | 1re      | 74,43 m |
| 2003 | Championnats du monde         | Paris             | 3e       | 70,92 m |
| 2003 | Finale mondiale               | Szombathely       | 3e       | 68,88 m |
| 2004 | Finale mondiale               | Szombathely       | 2e       | 70,63 m |
| 2005 | Coupe d'Europe des nations    | Florence          | 2e       | 71,10 m |
| 2005 | Championnats du monde         | Helsinki          | 3e       | 71,41 m |
| 2005 | Finale mondiale               | Szombathely       | 6e       | 69,70 m |
| 2007 | Coupe d'Europe des nations    | Munich            | 3e       | 68,56 m |
| 2007 | Championnats du monde         | Osaka             | 8e       | 70,36 m |
| 2008 | Coupe d'Europe des nations    | Annecy            | 2e       | 72,18 m |
| 2008 | Jeux olympiques               | Pékin             | 3e       | 72,54 m |
| 2008 | Finale mondiale               | Stuttgart         | 6e       | 69,52 m |
| 2009 | Championnats du monde         | Berlin            | 12e      | 69,92 m |
| 2009 | Jeux de la Francophonie       | Beyrouth          | 1re      | 70,26 m |

### Autres victoires
- Meeting de Hengelo en 2003
- Elle a remporté le trophée fédéral des internationaux en 2010 qui récompense les athlètes ayant plus de 20 sélections internationales[6].

## Records
| Épreuve           | Marque  | Lieu   | Date            |
| ----------------- | ------- | ------ | --------------- |
| Lancer du marteau | 74,66 m | Zagreb | 11 juillet 2005 |

## Décorations
- Chevalier de l'ordre national du Mérite Elle est faite chevalier le 15 novembre 2018[7].